# Hylomys
Hylomys là một chi động vật có vú trong họ Erinaceidae, bộ Erinaceomorpha. Chi này được Müller miêu tả năm 1840. Loài điển hình của chi này là Hylomys suillus Müller, 1840.

## Các loài
Chi này gồm các loài: